# Paul F. Hoffman
Paul Felix Hoffman (sinh 21 tháng 3 năm 1941) là nhà địa chất học người Canada.
Hoffman sinh tại Toronto, Ontario, Canada. Ông học ở Đại học McMaster, đậu bằng cử nhân khoa học năm 1964; sau đó ông vào học trường Đại học Johns Hopkins, đậu bằng thạc sĩ năm 1965, và bằng tiến sĩ năm 1970.
Hoffman chuyên nghiên cứu về Thời kỳ Tiền Cambri và nổi tiếng về lý thuyết Quả cầu tuyết Trái Đất về hiện tượng xảy ra trong Đại Tân Nguyên Sinh, xuất bản chung với Daniel P. Schrag.
Ông đã làm giáo sư địa chất tại Đại học Harvard và làm việc ở Cục Địa chất Canada, nhưng hiện nay ông làm việc ở "University of Victoria School of Earth and Ocean Science" (Trường Khoa học Trái Đất và Đại dương thuộc Đại học Victoria) ở Canada.

## Giải thưởng
- 1974: Huy chương W.W. Hutchison của Hiệp hội địa chất Canada
- 1991: Huy chương R. J. W. Douglas của Hội các nhà địa chất dầu lửa Canada
- 1992: Huy chương Logan của Hiệp hội địa chất Canada
- 1997: Huy chương Willet G. Miller của Hội hoàng gia Canada
- 2009: Huy chương Wollaston của Hội Địa chất London[1]
- 2011: Huy chương Penrose của Hội Địa chất Hoa Kỳ